# پسر مامان‌بزرگ
پسر مامان‌بزرگ (انگلیسی: Grandma's Boy) یک فیلم کمدی آمریکایی است که در سال ۱۹۲۲ منتشر شد. از بازیگران این فیلم می‌توان به هارولد لوید، آنا تاون‌سند، میلدرد دیویس، دیک ساترلند، می والاس، جرج رو، جیمز تی. کلی، والاس هاو و نوآ یانگ اشاره کرد.